# Beardslee Telegraph

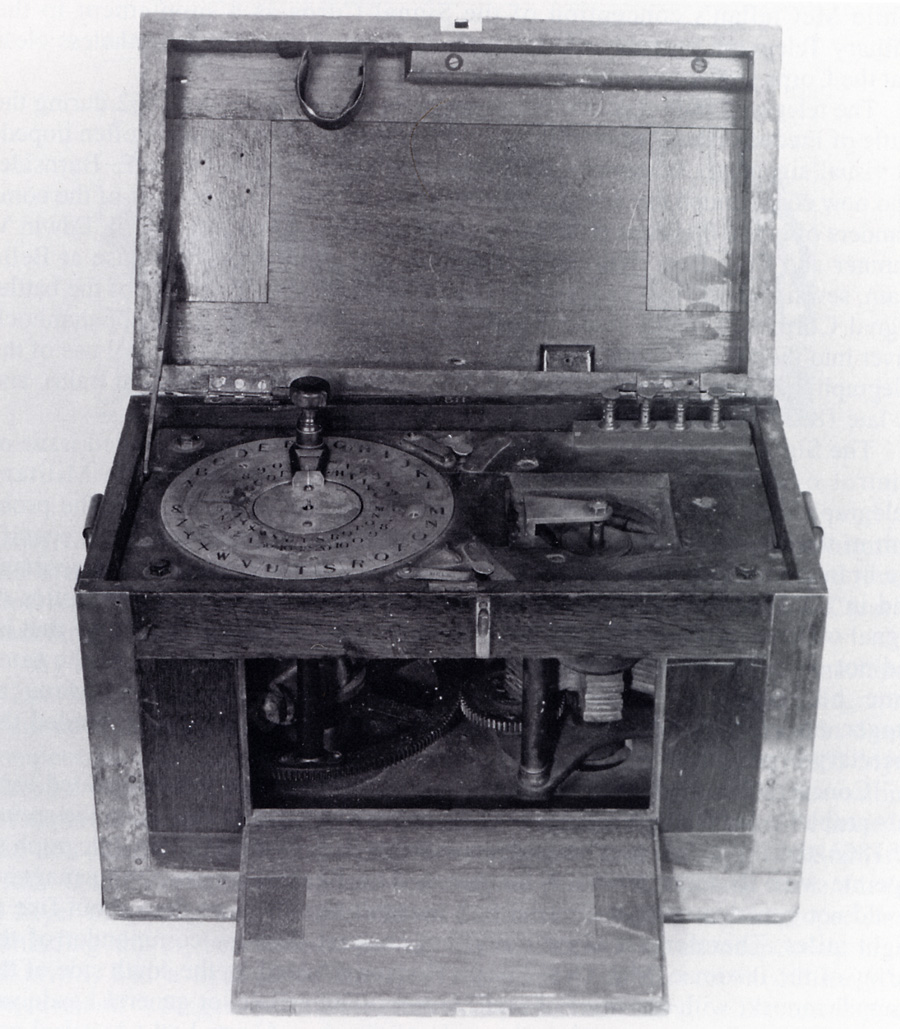
Der Beardslee-Telegraf

Der Beardslee Telegraph (deutsch „Beardslee-Telegraf“) war ein im Jahr 1862 von George W. Beardslee entwickelter elektrischer Telegraf, der im amerikanischen Sezessionskrieg (1861–1865) eingesetzt wurde.

## Geschichte
Im Unterschied zu den meisten anderen frühen Telegrafen, insbesondere den Morseapparaten, zeichnete sich der von der Beardslee Magneto-Electro Company in New York gebaute Zeigertelegraf dadurch aus, dass kein spezieller Telegrafencode zur Übertragung verwendet wurde, sondern jeder einzelne Buchstabe oder auch andere Zeichen durch eine automatisch erzeugte Impulsfolge übertragen wurde. Dadurch war das Gerät sehr leicht zu bedienen.
Auch kam er ohne schwere Batterien aus, denn er verwendete – ähnlich wie später Telefone – einen Kurbelinduktor als elektrischen Generator. Dadurch zeichnete er sich durch ein vergleichbar geringes Gewicht aus, was ihn zu einem portablen Kommunikationsgerät machte.
Die Anzeige umfasste 30 Positionen, darunter die 26 Großbuchstaben des lateinischen Alphabets (A–Z), ergänzt um das Et‑Zeichen (&), zwei Leerzeichen sowie ein Zeichen zur Umschaltung zwischen Buchstaben und Ziffern (siehe auch: Anzeigescheibe unter Weblinks).
Als praktischer Nachteil fiel bald die relativ niedrige Übertragungsrate von nur etwa 5 WpM (Wörtern pro Minute) auf. Auch zeigte sich das Gerät als nicht ausreichend zuverlässig. Immer wieder geriet die Synchronisierung „außer Tritt“, was zu Signalverstümmelung und unleserlichem Text führte. Insofern erwies sich der Beardslee-Telegraf als unzureichend feldtauglich und wurde nach etwa anderthalb Jahren praktischem Einsatz (ab Mai 1862) im November 1863 verworfen und außer Dienst gestellt.
An seine Stelle trat die bewährte Morsetelegrafie.